# Rietstrekspin
De rietstrekspin (Tetragnatha striata) is een spinnensoort in de taxonomische indeling van de strekspinnen.
Het dier komt uit het geslacht Tetragnatha. Tetragnatha striata werd in 1862 beschreven door L. Koch.